# Fujiwara no Moromichi
Fujiwara no Moromichi (|藤原 師通) (né en 1062, mort le 18 juillet 1099) est un membre du clan Fujiwara, fils de Fujiwara no Morozane. Il a été à la tête de son clan et a exercé les fonctions de régent kampaku et d'udaijin.